# Codice geografico tunisino
Il codice geografico tunisino (Code géographique Tunisien, abbreviato codegeo) è usato nella classificazione nazionale delle unità amministrative. È formato da una, due o tre parti di ciascuna due cifre ed è costruito in modo gerarchico: le prime due cifre rappresentano il governatorato (la prima delle due rappresenta la regione geografica), il secondo gruppo di due cifre identifica all'interno del governatorato il comune (cifre che vanno da 11 a 49) o la delegazione (51 fino a 99) e il terzo gruppo l'arrondissement (circondario) per i comuni (con numerazione da 11 a 49) o il settore per le delegazioni (con numerazione da 51 a 99).

## Tipologia
I codici delle regioni geografiche e dei rispettivi governatorati sono:
- 1: Nord Est (11-Tunisi, 12-Ariana, 13-Ben Arous, 14-Manouba, 15-Nabeul, 16-Zaghouan, 17-Bizerte)
- 2: Nord Ovest (21-Béja, 22-Jendouba, 23-Kef, 24-Siliana)
- 3: Centro Est (31-Sousse, 32-Monastir, 33-Mahdia, 34-Sfax)
- 4: Centro Ovest (41-Kairouan, 42-Kasserine, 43-Sidi Bouzid)
- 5: Sud Est (51-Gabès, 52-Médenine, 53-Tataouine)
- 6: Sud Ovest (61-Gafsa, 62-Tozeur, 63-Kébili)

Nelle numerazioni delle delegazioni il numero "51" è solitamente assegnato alla delegazione nella quale ha sede il governatorato (i codici 11 fino 49 sono usati per classificare i comuni). Gli altri numeri vengono assegnati secondo l'importanza della delegazione. Lo stesso vale per la classificazione dei settori, dove il numero "51" è solitamente riservato al settore dove ha sede la delegazione (i codici 11 fino 49 sono usati per classificare gli arrondissement nei comuni).
Nelle classificazioni dei comuni il numero "11" viene assegnato al comune dove ha sede il governatorato e gli altri numeri sono scelti sulla base dell'importanza del comune. Lo stesso ragionamento vale per la classificazione degli arrondissement, dove il numero "11" viene assegnato a quello dove ha sede il comune.